# Nicolas Princen
Nicolas Princen, né le 30 août 1983 à Rennes, fut le conseiller technique de l'Élysée de 2007 à 2012. À partir du 16 février 2012, il gère la campagne Web de Nicolas Sarkozy pour l'élection présidentielle française de 2012.

## Formation
De 2001 à 2003, Nicolas Princen suit la classe préparatoire B/L au lycée Henri-IV. De 2003 à 2006, il poursuit un Master de philosophie politique à l'École normale supérieure. En parallèle, en 2005, il suit un Master de recherche en relations internationales à l’Institut d'études politiques de Paris qui se conclut sur la rédaction d’un mémoire sur le droit d’ingérence et la responsabilité de protéger. En 2007, il sort diplômé d’HEC où il a suivi la majeure Entrepreneurs.
Au cours de ses études, Nicolas Princen a effectué des stages en tant que rapporteur auprès du comité éditorial du Figaro et chef de projet à Euro-RSCG New York.

## Carrière

### Campagne présidentielle 2007
En 2007, Nicolas Princen rejoint l'équipe de campagne numérique de Nicolas Sarkozy pour l'élection présidentielle française de 2007, en tant que rédacteur en chef du site sarkozy.fr. Il anime la présence du candidat sur les plateformes de vidéo, les blogs et les réseaux sociaux et produit notamment des vidéos de soutien drôles et décalées.

### Cabinet à l'Élysée
À la suite de l'élection de Nicolas Sarkozy en 2007, Nicolas Princen rejoint son cabinet au titre de chargé de mission auprès du porte-parole David Martinon.
En 2008, Nicolas Princen est nommé rapporteur des États Généraux de la Presse, dans la commission la presse face au choc d’Internet présidée par Bruno Patino. La même année, il devient responsable de la veille sur Internet au sein du service de communication de l’Élysée. Sa nomination lui vaut le surnom “l’œil de Sarkozy” auprès des blogueurs.
En 2009, Nicolas Princen devient responsable du site Internet de l'Élysée et crée le service Internet au sein du service de communication de l’Élysée. En 2010, une nouvelle version du site elysee.fr est lancée,.
En 2011, Nicolas Princen est nommé conseiller technique, chargé des Nouveaux médias et de l’Économie numérique. Il pilote alors un rapprochement de la Présidence de la République des besoins et des enjeux des acteurs de l’Internet. À la demande de Nicolas Sarkozy, Nicolas Princen synthétise la création du Conseil national du numérique, groupe de chefs d’entreprise et d’entrepreneurs censés conseiller le gouvernement sur les questions liées au numérique. 
En 2011, en amont du G8/G20 qui se tient à Deauville, Nicolas Princen met en place le Forum e-G8 dans lequel furent rassemblés à Paris les grands acteurs de l'économie du Web,.

### Campagne présidentielle 2012
En février 2012, à la suite l’annonce de la candidature de Nicolas Sarkozy, Nicolas Princen suspend son contrat à l’Élysée pour rejoindre l’équipe de campagne du candidat en tant que responsable de la campagne sur Internet, et du volet numérique et innovation du programme.

### Entrepreneuriat
En juin 2012, il est pressenti au nouveau poste de directeur général de Twitter France.
À partir de janvier 2013, il collabore avec Publicis Live pour l'organisation d'événements tech média internationaux.

Fin 2014, il lance Glose, une plate-forme de lecture numérique sociale, disponible sur iOS, puis à partir de 2015 sur Android.